# Cojumatlán de Régules
Cojumatlán de Régules è un comune del Messico, situato nello stato di Michoacán, il cui capoluogo è la località omonima.
La municipalità conta 9.980 abitanti (2010) e ha un'estensione di 131,48 km².